# Dálnice A1 (Litva)

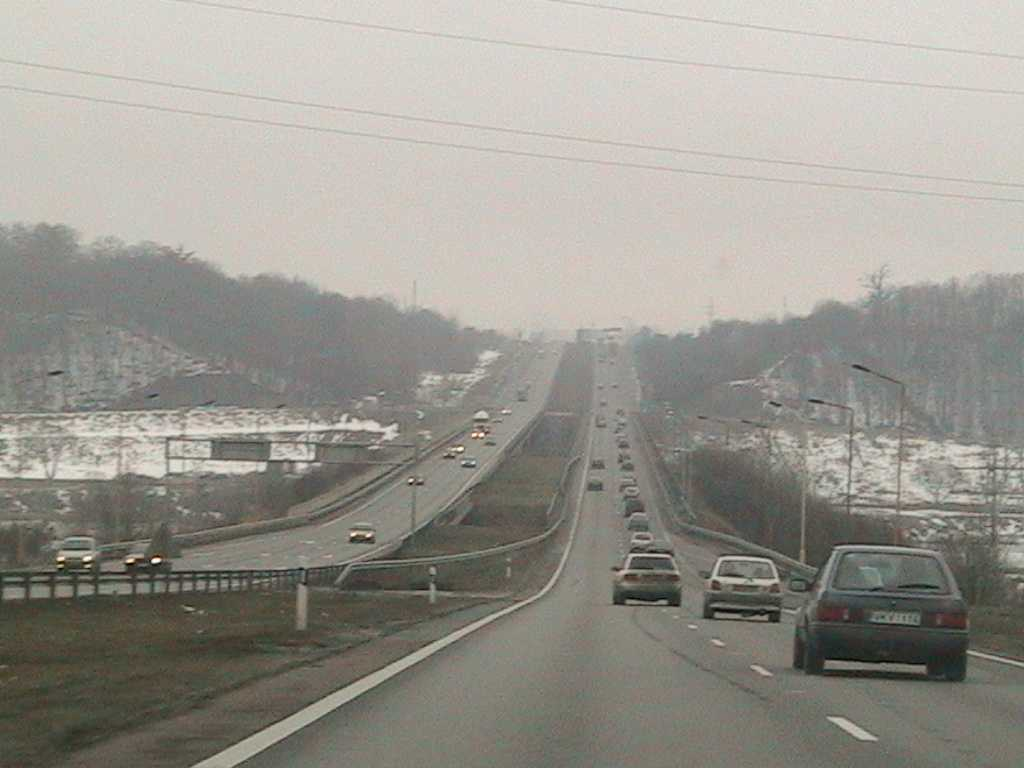
Dálnice A1 u Kaunasu

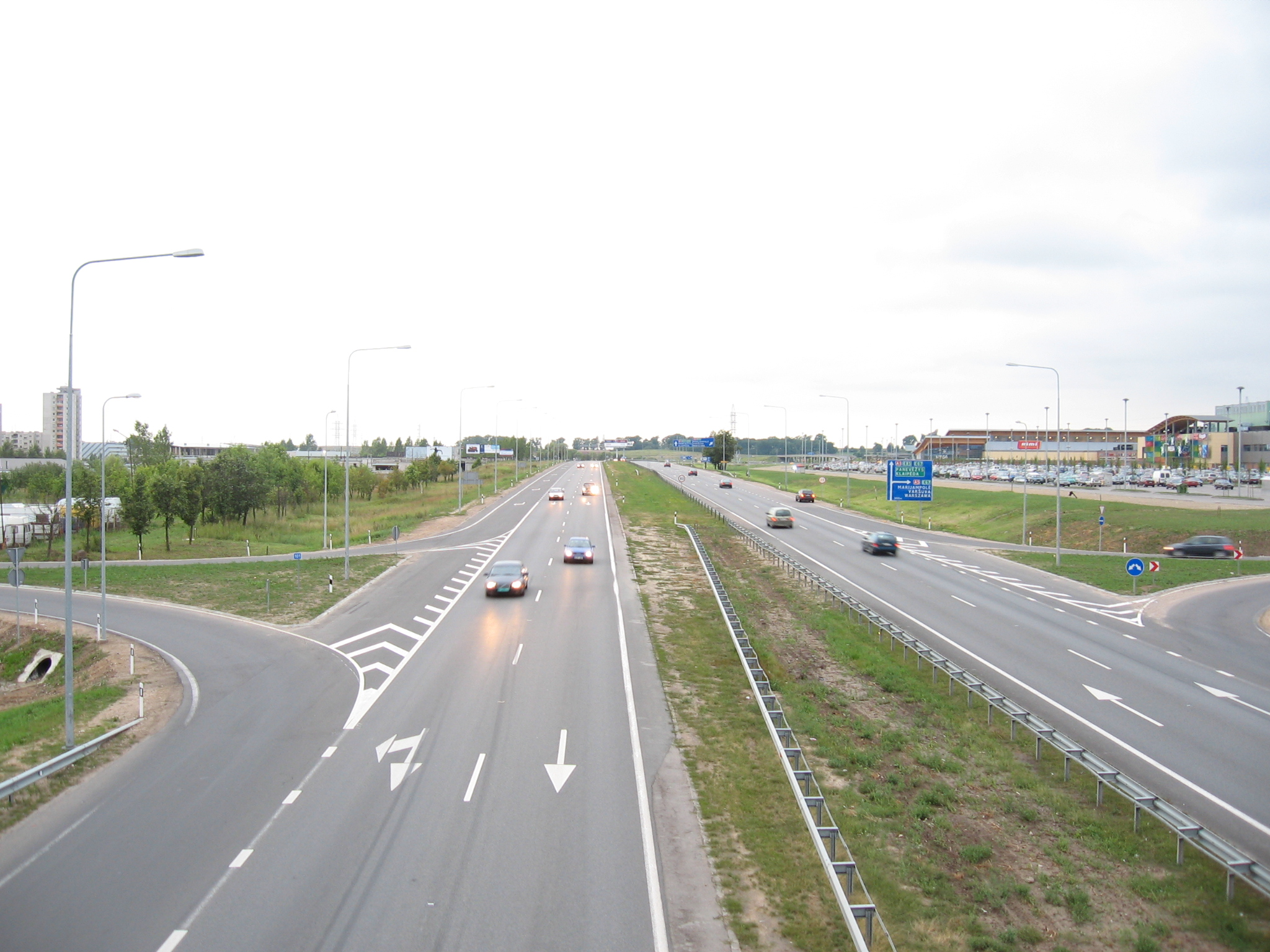
Dálnice A1 u Kaunasu

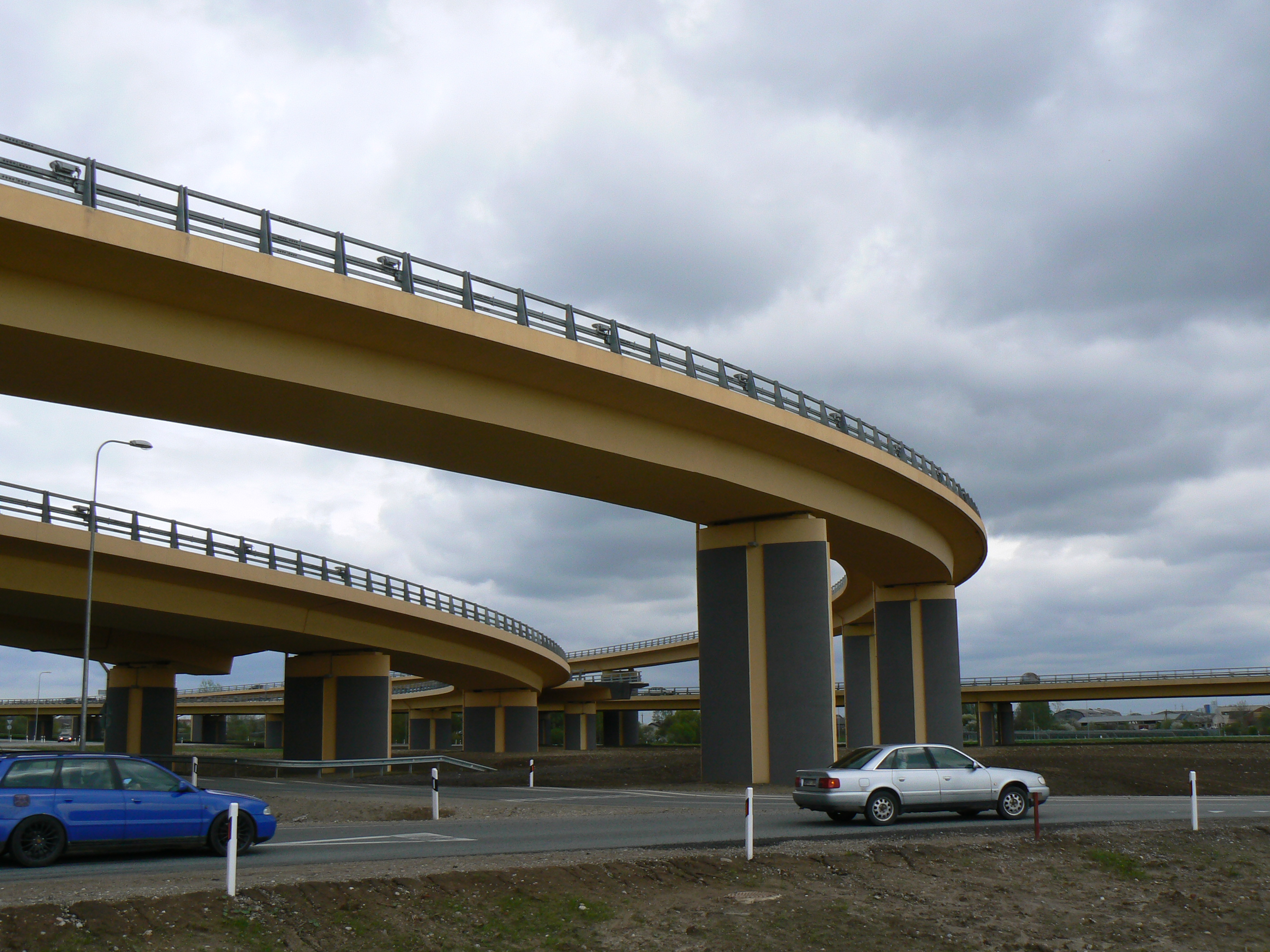
Dálnice A1 MÚK "Jakų žiedas" (304 km)

Dálnice A1 (Vilnius – Kaunas – Klaipėda) spojuje tři největší města v Litvě. Dálnice A1 je zčásti součástí mezinárodní silnice E85 a z menší části také E67. Délka dálnice je 311,4 km. Úsek Vilnius – Kaunas zatím neodpovídá statusu dálnice, protože se ještě vyskytují jednoúrovňové křižovatky, s výjimkou úseku Antakalnis – Rumšiškės, který statusu odpovídá. Úseku Kaunas – Klaipėda byl status dálnice přiznán, i když několik dílčích úseků ještě neodpovídá mezinárodním požadavkům.
Dálnice má 4 jízdní pruhy, 2 v každém směru, od pruhů v opačném směru oddělených travnatým dělicím pásem. V prvních letech III. tisíciletí bylo zřízeno ochranné oplocení proti vběhnutí divoké zvěře.

## Minulost
3. listopadu 1970 byla otevřena dálnice Vilnius – Kaunas, v té době jedna z nejmodernějších na území SSSR. Úsek Kaunas – Klaipėda byl otevřen 1. září 1987.